# Karl Schleicher
Karl Schleicher (* 19. April 1875 in Biebrich; † 2. November 1914 bei Roye (Somme), Frankreich) war ein deutscher Verwaltungsjurist und Bürgermeister.

## Leben
Schleicher war der Sohn des Fabrikanten Ulrich Schleicher (1844–1899) in Biebrich, einem Nachkommen aus der Kupfermeisterfamilie Schleicher aus Stolberg im Rheinland. Er studierte Rechtswissenschaften in Heidelberg und Berlin. In Heidelberg wurde er 1894 im Corps Suevia Heidelberg aktiv. 1903 wurde Schleicher Gerichtsassessor und promovierte zum Dr. jur. In Wiesbaden wurde er 1904 Beigeordneter. Von 1909 bis zu seinem Tod war er Bürgermeister von Kreuznach.
Schleicher fiel als Oberleutnant der Reserve während des Ersten Weltkriegs im Feldartillerie-Regiment „Oranien“ (1. Nassauisches) Nr. 27 bei Roye.